# Niklashausen
Niklashausen ist ein Ortsteil der Gemeinde Werbach im Main-Tauber-Kreis in Baden-Württemberg.

## Geographie

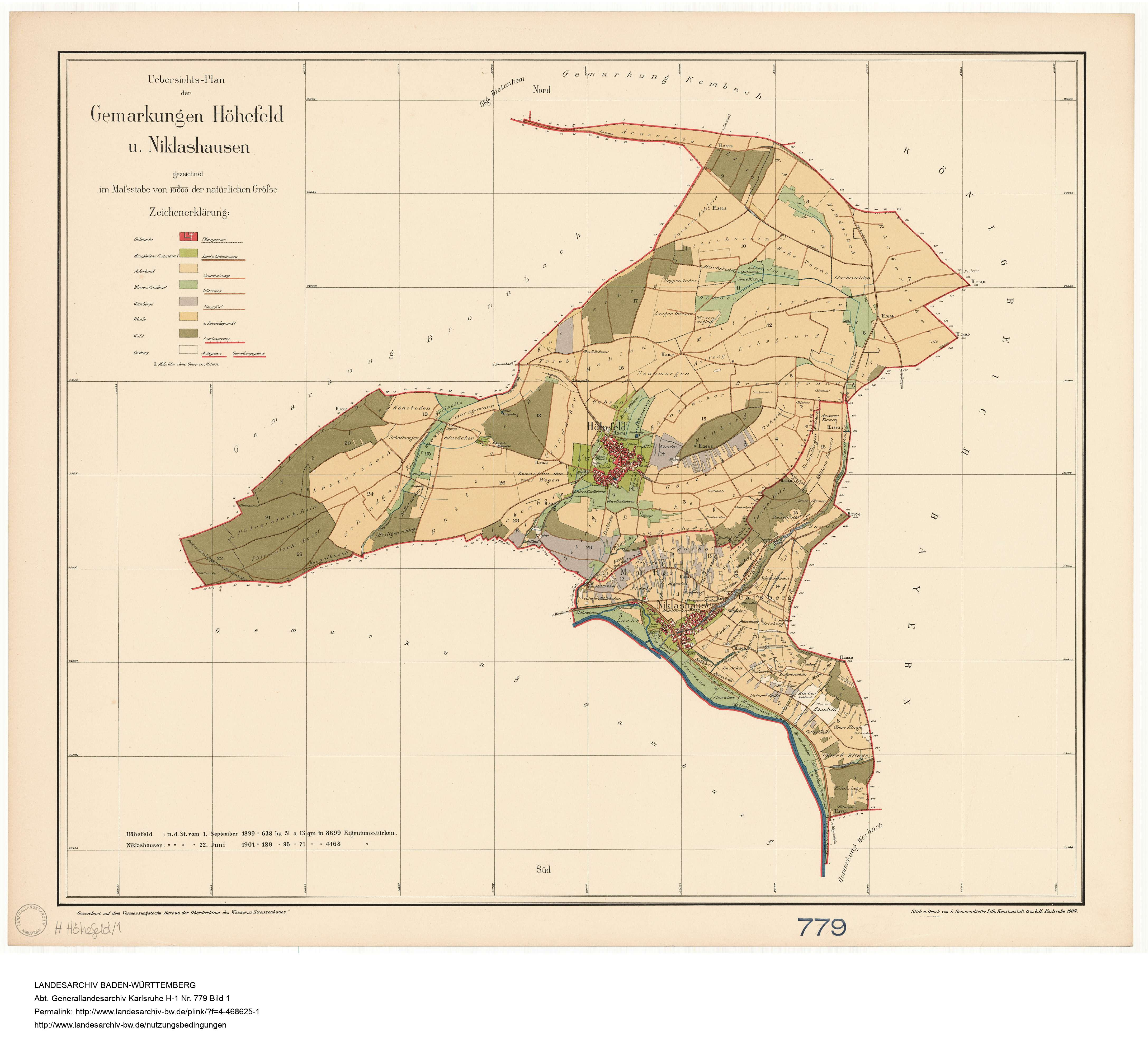
Die Gemarkung von Niklashausen, 1904, daneben die Gemarkung von Höhefeld

Niklashausen liegt etwa fünf Kilometer nordwestlich von Werbach und etwa zwei bis drei Kilometer nordöstlich von Gamburg im Taubertal.
Zur ehemaligen Gemeinde Niklashausen gehören das Dorf Niklashausen, die Wohnplätze Altes Bahnwärterhaus und Haltestelle Niklashausen sowie die abgegangene Ortschaft Helzenberg.

## Geschichte

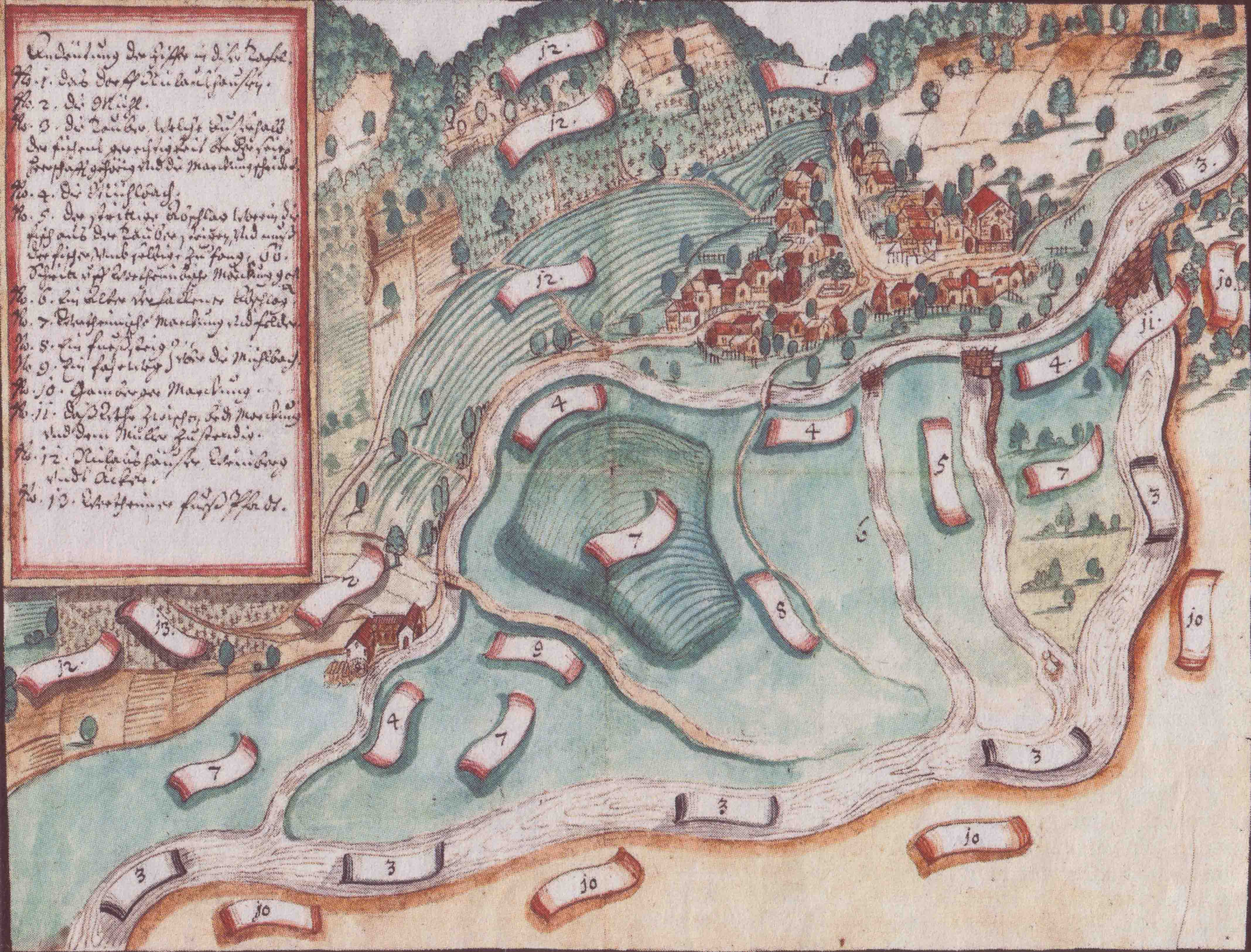
Niklashausen mit Taubermühle (um 1665)

### Mittelalter
Nicozeshusen, wie das Dorf früher hieß, wurde urkundlich erstmals 1170 erwähnt. Das Dorf gehörte zur alten Grafschaft Wertheim, der späteren Grafschaft Löwenstein-Wertheim. Das 1343 der Jungfrau Maria geweihte Kirchlein in Niklashausen wurde 1353 zum päpstlich anerkannten Wallfahrtsort.
Hans Böhm, der Pauker von Niklashausen, tritt 1476 als Prediger vor die Wallfahrer in Niklashausen. Ihm gelingt es, 40.000 Bauern um sich zu scharen. Da die Obrigkeit einen Aufstand befürchtet, wird er festgenommen und in Würzburg als Ketzer verbrannt. Um die Erinnerung an ihn zu tilgen, ließ der Mainzer Erzbischof im Sommer 1477 die Wallfahrtskirche entweihen und abreißen.

### Neuzeit
1806 kommt das Dorf unter die Landeshoheit des Großherzogtums Baden. Bis 1938 gehörte Niklashausen zum Amt Wertheim, dann zum Amt Tauberbischofsheim. 1939 wurde der Ort mit Höhefeld zu einer Gemeinde vereinigt, jedoch 1960 wieder getrennt. Am 1. Januar 1975 wurde Niklashausen nach Werbach eingemeindet.

## Religion
Die Katholiken des Ortes bilden eine Filialgemeinde der Pfarrkirche St. Martin in Gamburg im Dekanat Tauberbischofsheim. Die evangelischen Christen des Ortes sind Teil der Kirchengemeinde Külsheim-Niklashausen-Höhefeld im Kirchenbezirk Wertheim.

## Wirtschaft und Infrastruktur

### Verkehr
Der Haltepunkt Niklashausen liegt an der Bahnstrecke Lauda–Wertheim.

### Rad- und Wanderwege
Niklashausen liegt am Taubertalradweg sowie am Jakobsweg Main-Taubertal. 2019 wurde der Europäische Kulturweg des Archäologischen Spessartprojekts zwischen Niklashausen, Gamburg, Höhefeld und Bronnbach eröffnet.

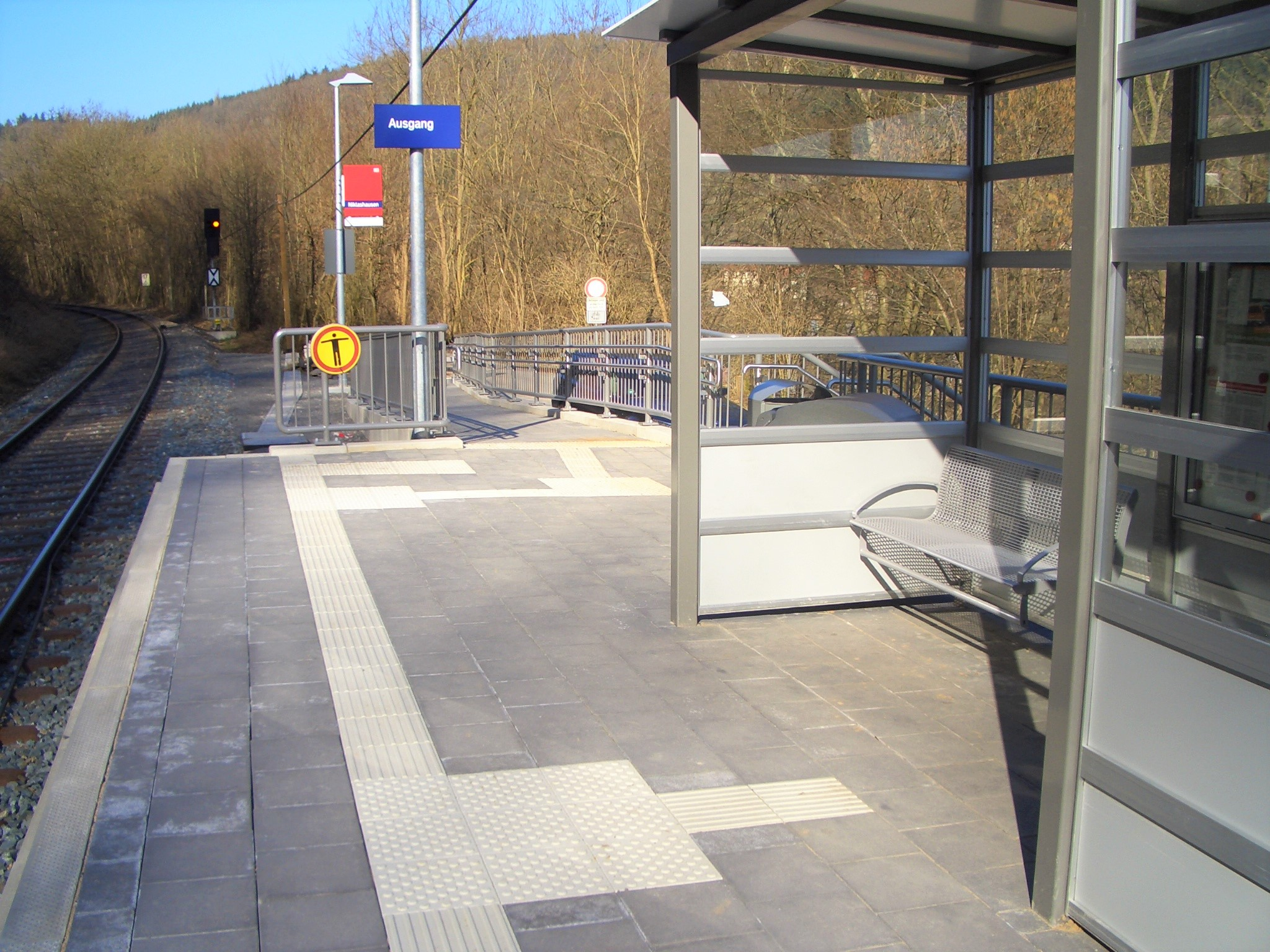
Haltepunkt Niklashausen
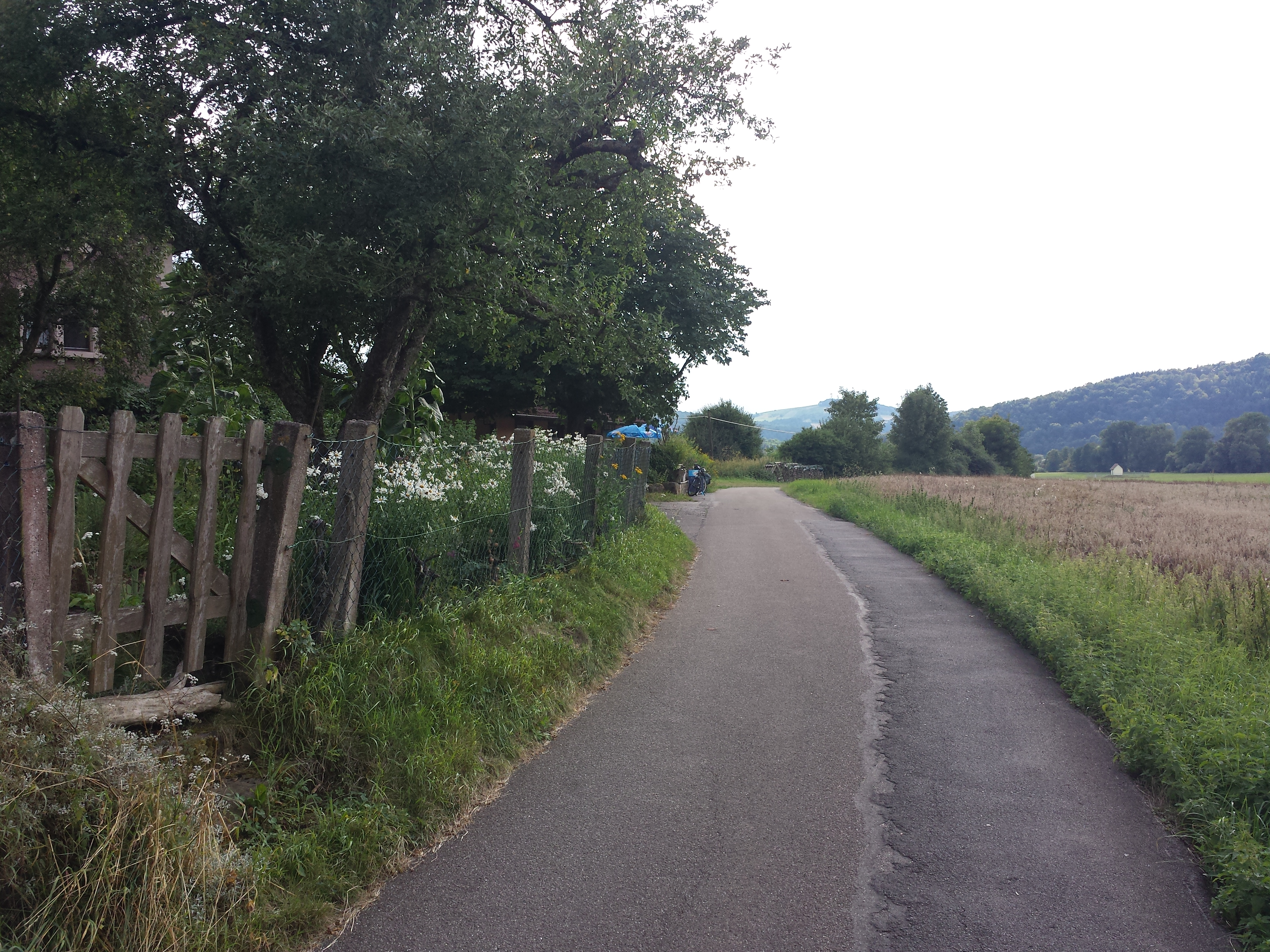
Der Taubertalradweg am Ortsausgang in Richtung Gamburg

## Kultur und Sehenswürdigkeiten

### Evangelische Kirche

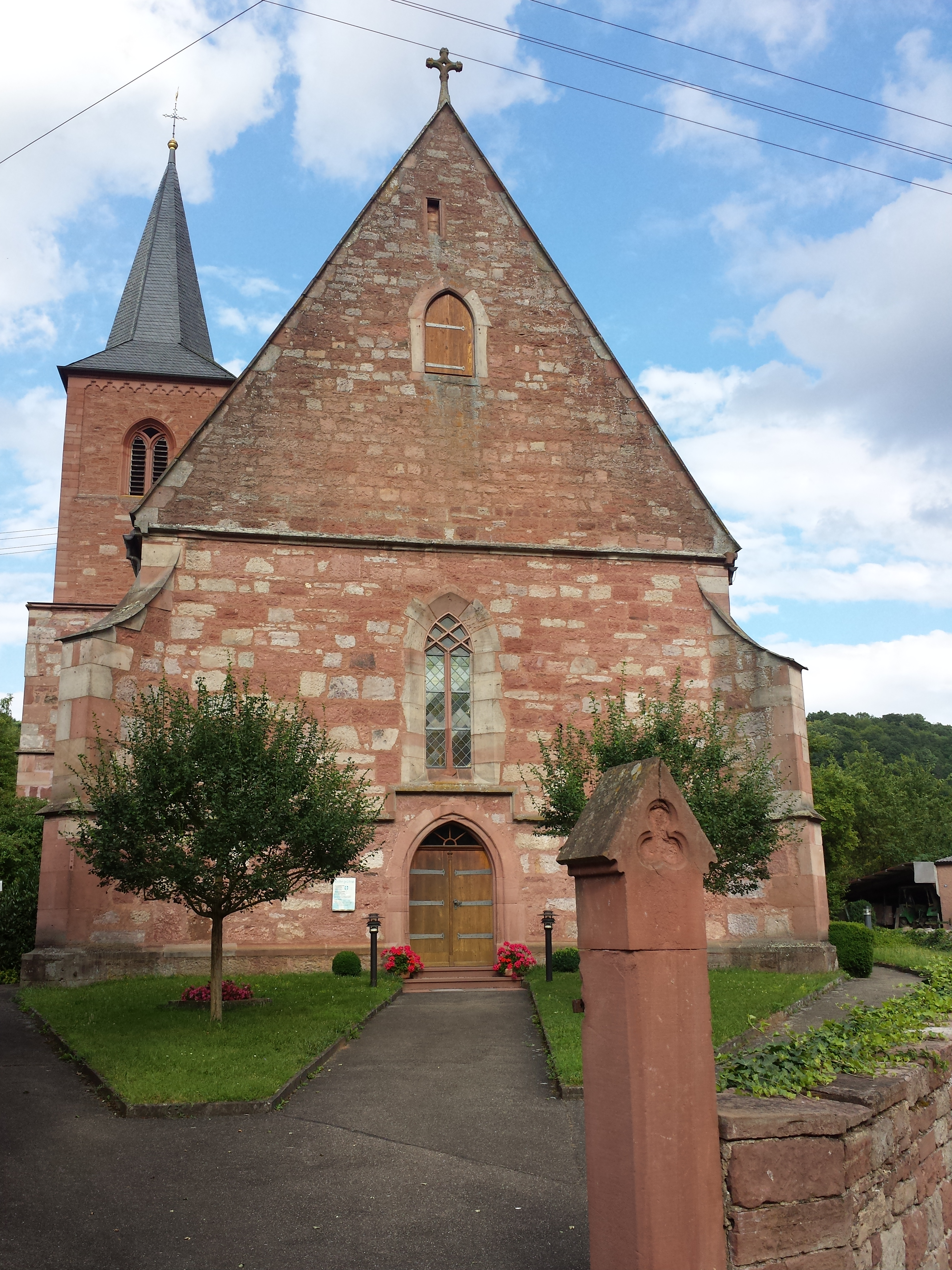
Die evangelische Kirche Niklashausen (2016)

Die evangelische Kirche Niklashausen von 1519 wurde im spätgotischen Baustil mit polygonalem Chor errichtet. Der Chorseitenturm bestand bereits bei einem Vorgängerbau. Ein neugotischer Ausbau fand 1857 statt. Die Kirche steht unter Denkmalschutz.

### Pfeiferstube
Zur Erinnerung an den Pauker von Niklashausen, Hans Böhm, wurde eine Pfeiferstube als Museum eingerichtet.

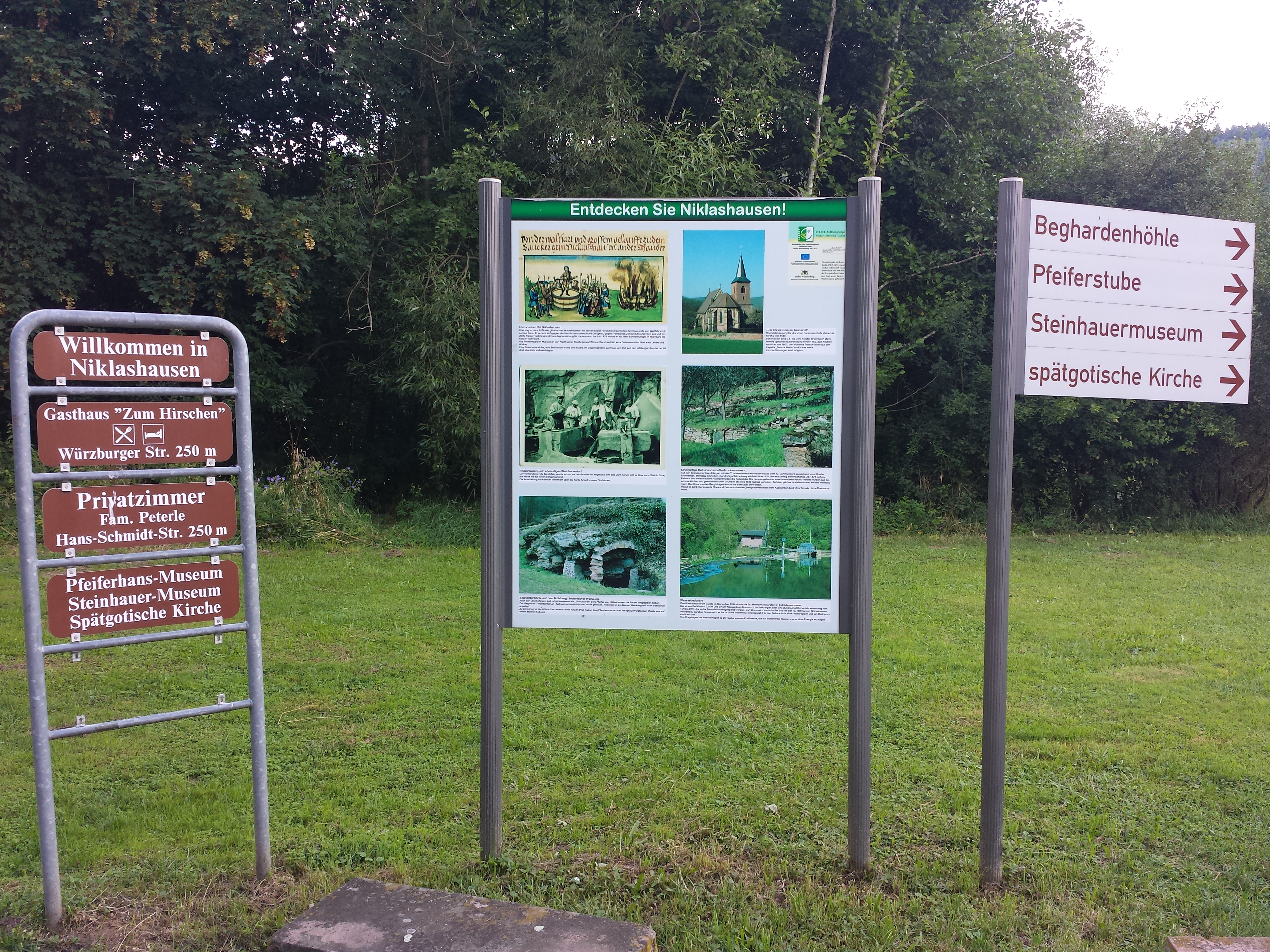
Informationstafel mit Sehenswürdigkeiten am Ortseingang beim Taubertalradweg
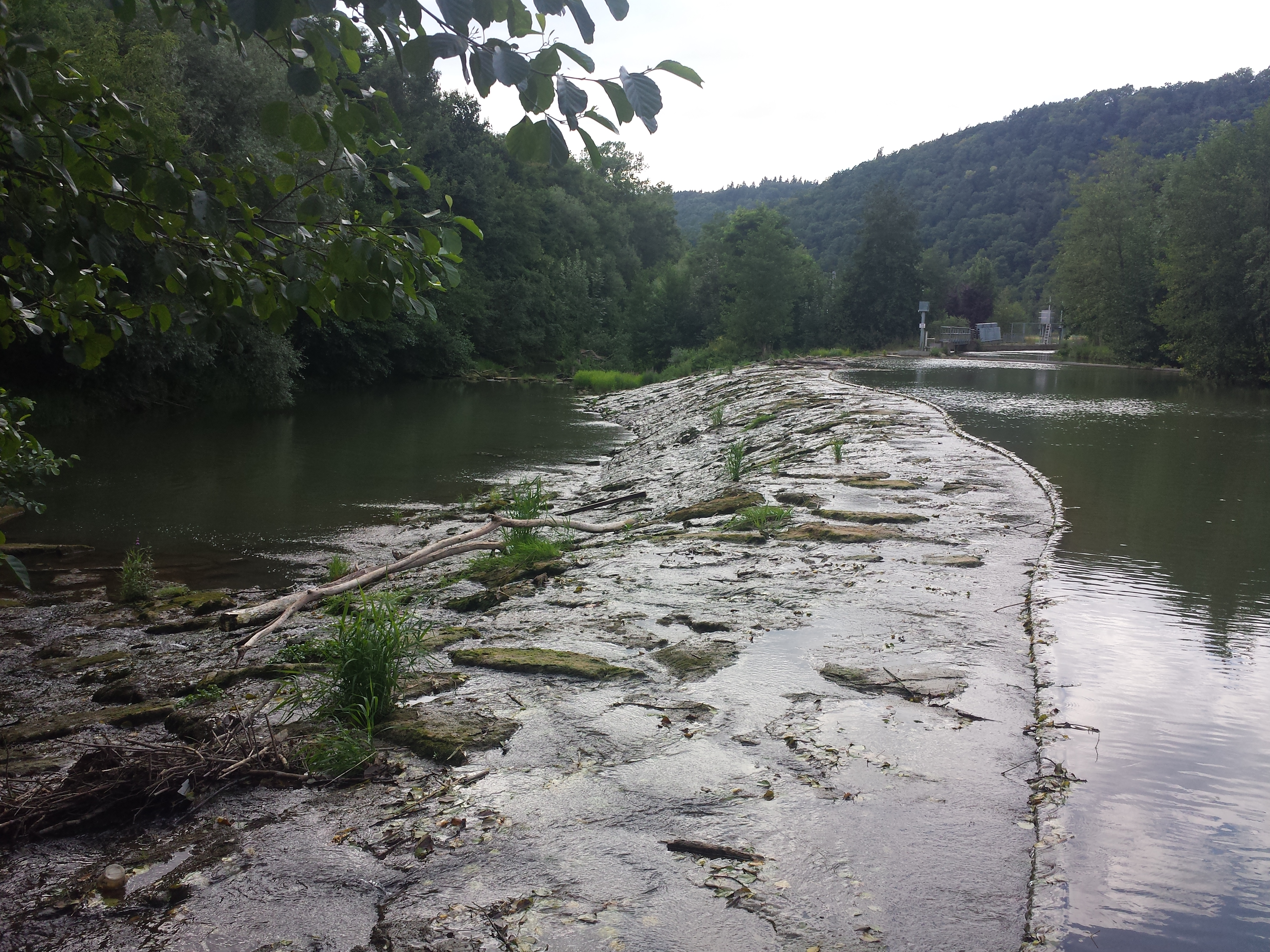
Tauberwehr in Niklashausen